# جنگ ارزی

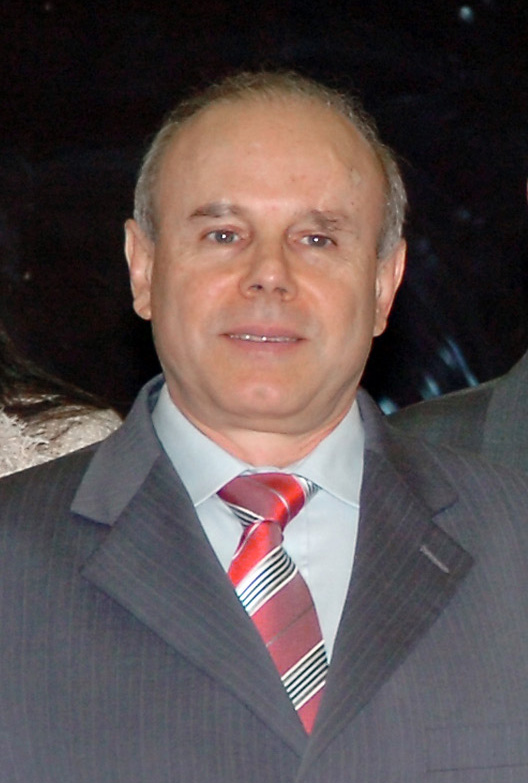
گودو مانتگا، وزیر دارایی برزیل، که با هشدار دربارهٔ جنگ ارزی در سپتامبر ۲۰۱۰ خبرساز شد.

جنگ ارزی که به عنوان کاهش ارزش رقابتی نیز شناخته می‌شود، شرایطی در امور بین‌الملل است که در آن کشورها با ایجاد سقوطی در نرخ ارز خود نسبت به سایر ارزها به دنبال به دست آوردن مزیت تجاری نسبت به سایر کشورها هستند. با کاهش نرخ ارز یک کشور، صادرات در سایر کشورها رقابتی‌تر می‌شود و واردات به آن کشور گران‌تر می‌شود. هر دو اثر به نفع صنعت داخلی و در نتیجه اشتغال است که افزایش تقاضا را هم از طرف بازارهای داخلی و خارجی تجربه می‌کنند. با این حال، افزایش قیمت کالاهای وارداتی (و همچنین هزینه سفرهای خارجی) بسیار ناخوشایند است زیرا به قدرت خرید شهروندان آسیب می‌رساند. هنگامی که همه کشورها یک استراتژی مشابه را اتخاذ کنند، می‌تواند به یک کاهش کلی تجارت بین‌الملل منجر شود و به همه کشورها آسیب برساند.
از نظر تاریخی، کاهش ارزش رقابتی بسیار نادر بوده‌است زیرا کشورها معمولاً ترجیح می‌دهند ارزش ارز خود را بالا نگه دارند. کشورها معمولاً به نیروهای بازار اجازه داده‌اند که کار کنند، یا در سیستم‌هایی با نرخ مبادله‌ای مدیریت شده شرکت داشته‌اند. یک استثناء هنگامی اتفاق افتاد که جنگ ارزی در دهه ۱۹۳۰ آغاز شد، هنگامی که کشورها استاندارد طلا را در دوره رکود بزرگ کنار گذاشتند و در تلاش برای تحریک اقتصاد خود از کاهش ارزش ارز استفاده کردند. از آنجا که این امر به‌طور مؤثر بیکاری را به خارج از کشور می‌برد، شرکای تجاری به سرعت با کاهش ارزش‌های خود تلافی کردند. این دوره برای همه افراد درگیر یک وضعیت نامطلوب بوده‌است، زیرا تغییرات غیرقابل پیش‌بینی در نرخ ارز باعث کاهش کل تجارت بین‌المللی می‌شود.
به گفته گیدو مانتگا، وزیر دارایی پیشین برزیل، جنگ جهانی ارز در سال ۲۰۱۰ آغاز شد. این دیدگاه توسط بسیاری دیگر از مقامات دولتی و روزنامه نگاران مالی از سراسر جهان تکرار شد. سایر سیاست گذاران ارشد و روزنامه نگاران اظهار داشتند که عبارت «جنگ ارزی» دامنه خصومت را بیش از حد بزرگ نشان داده‌است. با چند استثناء، مانند مانتگا، حتی مفسرانی که موافقت کردند جنگ ارزی در سال ۲۰۱۰ صورت گرفته‌است، به‌طور کلی به این نتیجه رسیده‌اند که تا اواسط سال ۲۰۱۱ از بین رفته‌است.
کشورهایی که از سال ۲۰۱۰ به کاهش ارزش رقابتی احتمالی مشغول هستند، از ترکیبی از ابزارهای سیاست، از جمله مداخله مستقیم دولت، تحمیل کنترل سرمایه و تسهیل کمی، به‌طور غیر مستقیم، استفاده کرده‌اند. در حالی که بسیاری از کشورها فشار رو به رشد نامطلوبی را بر نرخ ارز خود تجربه کردند و در بحث و گفتگوهای مداوم شرکت کردند، اما قابل توجه‌ترین بعد قسمت ۲۰۱۰ تا ۲۰۱۱، درگیری لفظی بین ایالات متحده و چین در مورد ارزش یوان بود. در ژانویه ۲۰۱۳، اقدامات اعلام شده توسط ژاپن که انتظار می‌رفت ارزش پول خود را بی‌ارزش جلوه دهند، نگرانی از وقوع احتمالی جنگ ارزی دوم قرن بیست و یکم را برانگیخت که این بار منبع اصلی تنش، نه چین در برابر آمریکا بلکه ژاپن در مقابل منطقه یورو بود. در اواخر ماه فوریه، از شدت نگرانی‌های وقوع جنگ جدید پس از انتشار اعلامیه‌های G7 و G20، مبنی بر جلوگیری از کاهش ارزش رقابتی، کاسته شد. پس از آنکه بانک مرکزی اروپا در ژانویه ۲۰۱۵ برنامه تازه‌ای از تسهیل کمی را آغاز کرد، بار دیگر بحث در مورد جنگ ارزی تشدید شد.

## زمینه
در صورت عدم مداخله در بازار ارز خارجی توسط مقامات دولت ملی، نرخ ارز یک کشور به‌طور کلی توسط نیروهای عرضه و تقاضای بازار در یک مقطع زمانی تعیین می‌شود. مقامات دولتی ممکن است هر از گاهی برای دستیابی به اهداف سیاسی خاص، از جمله حفظ تراز تجاری کشور یا دادن مزیت رقابتی در تجارت بین‌الملل به صادرکنندگان خود، در بازار دخالت کنند.

### دلایل کاهش ارزش عمدی

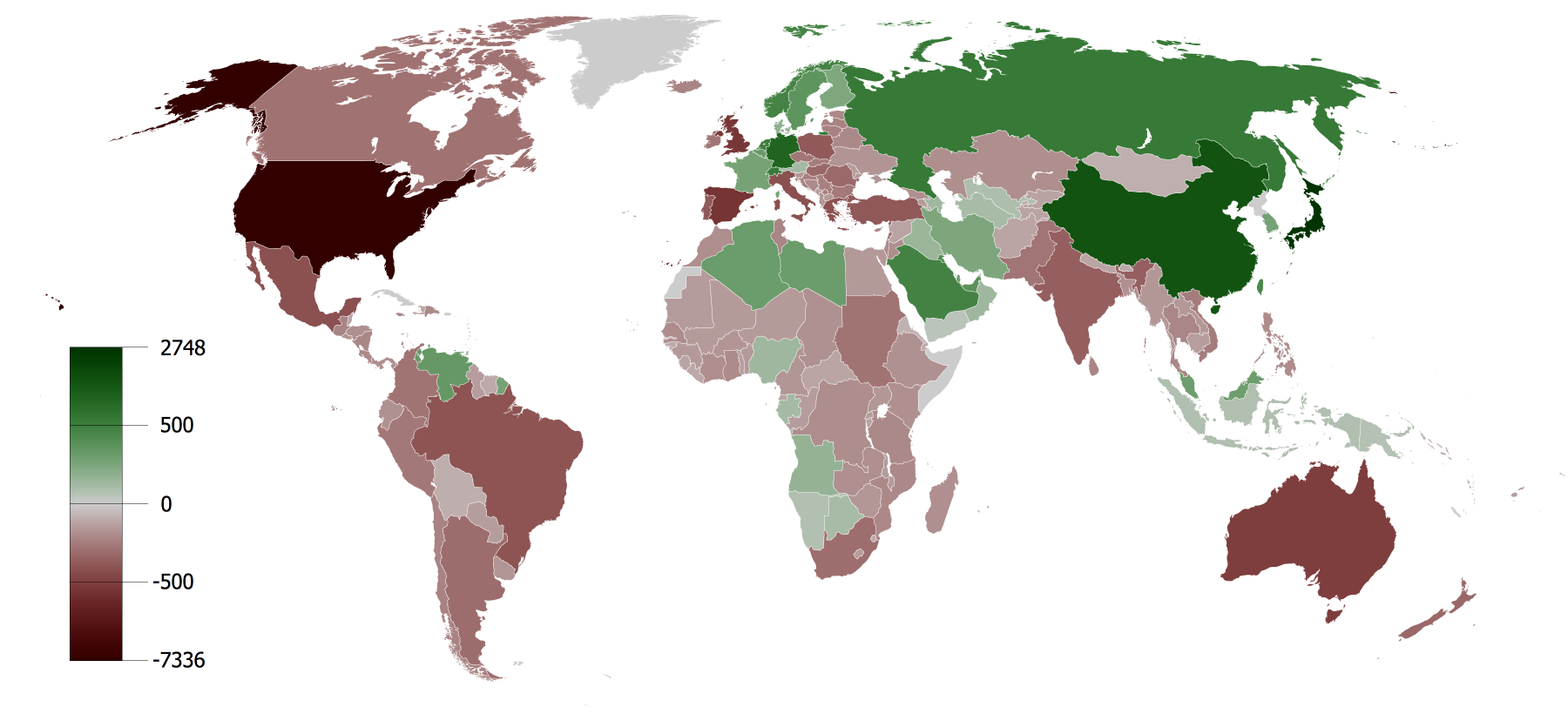
تراز حساب جاری انباشته ۱۹۸۰ تا ۲۰۰۸(بر حسب میلیارد دلار آمریکا) بر اساس داده‌های صندوق بین‌المللی پول.

از نظر تاریخی، کاهش ارزش با عواقب نامطلوبش، به ندرت یک استراتژی ارجح بوده‌است. با استناد به اقتصاددان ریچارد ن. کوپر، که در سال ۱۹۷۱ می‌نوشته‌است، کاهش ارزش قابل توجه یکی از «آسیب زننده‌ترین» سیاست‌هایی است که یک دولت می‌تواند اتخاذ کند - تقریباً همیشه به فریادهای خشم و درخواست جایگزینی دولت منجر می‌شود. کاهش ارزش می‌تواند به کاهش سطح زندگی شهروندان منجر شود زیرا قدرت خرید آنها هم هنگام خرید واردات و هم هنگام مسافرت به خارج کاهش می‌یابد. همچنین می‌تواند به فشار تورمی بیفزاید. اگر این بدهی‌های بین‌المللی با یک ارز خارجی معین شود، کاهش ارزش می‌تواند پرداخت بهره این بدهی‌ها را گران‌تر کند و این امر می‌تواند سرمایه‌گذاران خارجی را دلسرد کند. حداقل تا قرن بیست و یکم، یک ارز قوی معمولاً به عنوان نشانه اعتبار شناخته می‌شد، در حالی که کاهش ارزش پول با دولت‌های ضعیف مرتبط بود.
با این حال، هنگامی که یک کشور از بیکاری زیاد رنج می‌برد یا مایل به دنبال کردن یک سیاست رشد صادراتی است، نرخ ارز پایین‌تر می‌تواند به عنوان یک مزیت شناخته شود. از اوایل دهه ۱۹۸۰، صندوق بین‌المللی پول (IMF) کاهش ارزش پول را به عنوان یک راه حل بالقوه برای کشورهای در حال توسعه پیشنهاد می‌کند که به‌طور مداوم بیشتر از آورده صادرات‌شان برای واردات هزینه می‌کنند. ارزش پایین‌تر برای ارز داخلی باعث می‌شود ضمن ارزان‌تر کردن صادرات، قیمت واردات افزایش یابد. این امر باعث تشویق بیشتر تولید داخلی می‌شود که باعث افزایش اشتغال و تولید ناخالص داخلی می‌شود. با این حال چنین تأثیر مثبتی تضمین نمی‌شود، به عنوان مثال به دلیل اثرات شرایط مارشال- لنر. کاهش ارزش را می‌توان به عنوان یک راه حل جذاب برای بیکاری در نظر گرفت هنگامی که گزینه‌های دیگر، مانند افزایش هزینه‌های عمومی، به دلیل بدهی عمومی بالا منتفی می‌شوند، یا وقتی یک کشور دارای کسری تراز پرداخت است که کاهش ارزش به اصلاح آن کمک می‌کند. یک دلیل که ترجیح کاهش ارزش در بین اقتصادهای نوظهور رایج است این است که حفظ یک نرخ ارز نسبتاً پایین به آن‌ها کمک می‌کند تا ذخایر ارزی خارجی ایجاد کنند، که می‌تواند در مقابل بحران‌های مالی آینده آن‌ها را محافظت کند.

### مکانیسم کاهش ارزش
کشوری که مایل به کاهش ارزش پول است یا حداقل ارزش ارز خود را بررسی می‌کند، باید در حیطه محدودیت‌های سیستم پولی بین‌المللی حاکم عمل کند. در دهه ۱۹۳۰، کشورها از طریق اعمال بانک‌های مرکزی خود کنترل نسبتاً مستقیمی بر نرخ ارز خود داشتند. به دنبال فروپاشی سیستم برتون وودز در اوایل دهه ۱۹۷۰، تأثیر بازارها به میزان قابل توجهی افزایش یافته و نیروهای بازار به‌طور گسترده نرخ ارز را برای تعداد فزاینده‌ای از کشورها تعیین می‌کردند. با این حال، بانک مرکزی یک دولت هنوز هم می‌تواند در بازارها برای ایجاد یک کاهش ارزش مداخله کند، اگر ارز خود را به فروش می‌رساند تا ارزهای دیگر را بخرد، این باعث می‌شود که ارزش ارز آن سقوط کند - یک عمل مشترک میان کشورهایی که یک رژیم نرخ ارز مدیریت شده دارند. به‌طور کمتر مستقیم، تسهیل کمّی (معمول در سال ۲۰۰۹ و ۲۰۱۰)، منجر به کاهش ارزش ارز می‌شود حتی اگر بانک مرکزی به‌طور مستقیم هیچ دارایی خارجی را خریداری نکند.
روش سوم برای مسئولان است که صرفاً با اشاره به اقدام آینده ارزش ارز خود را با حرف پایین بیاورند، تا دلالان را نسبت به شرط‌بندی بر افزایش ارزش در آینده دلسرد کنند. هرچند که گاهی اوقات اثرش چندان قابل تشخیص نیست. سرانجام، یک بانک مرکزی می‌تواند با پایین آوردن نرخ پایه سود خود، کاهش ارزش پول را ایجاد کند. با این وجود این کار بعضی اوقات تأثیر محدودی دارد و از زمان پایان جنگ جهانی دوم، اکثر بانک‌های مرکزی نرخ پایه خود را با توجه به نیازهای اقتصاد داخلی خود تعیین کرده‌اند.
اگر مقامات کشوری مایل به کاهش ارزش یا جلوگیری از بالا رفتن آن در برابر نیروهای بازاری هستند که فشار رو به بالا روی ارز اعمال می‌کنند و همچنان کنترل نرخ بهره را داشته باشند، همان‌طور که معمولاً اتفاق می‌افتد، به دلیل شرایطی که از سه‌گانه غیرممکن ناشی می‌شود، به کنترل سرمایه احتیاج دارند.

### تسهیل کمی
تسهیل کمی (QE) عملی است که در آن یک بانک مرکزی با افزایش عرضه پول برای اقتصاد داخلی خود سعی در کاهش رکود احتمالی یا واقعی دارد. این کار با چاپ پول و تزریق آن به اقتصاد داخلی از طریق عملیات بازار آزاد انجام می‌شود. ممکن است وعده نابود کردن پول تازه ایجاد شده پس از بهبود اقتصاد برای جلوگیری از تورم وجود داشته باشد.
تسهیل کمی به‌طور گسترده‌ای به عنوان پاسخی به بحرانهای مالی که از سال ۲۰۰۷ آغاز شد، بویژه توسط ایالات متحده و انگلیس و به میزان کمتری منطقه یورو، مورد استفاده قرار گرفت. بانک مرکزی ژاپن اولین بانک مرکزی بود که ادعا کرد از چنین سیاستی استفاده کرده‌است.
اگرچه دولت آمریکا انکار کرده‌است که کاهش ارزش پولشان بخشی از اهداف آن‌ها برای اجرای تسهیل کمی بوده، این عمل می‌تواند به دو روش غیرمستقیم در راستای کاهش ارزش پول کشور عمل کند. در مرحله اول، می‌تواند دلالان را ترغیب به شرط‌بندی بر کاهش ارزش ارز کند. ثانیاً، افزایش زیاد عرضه پول داخلی نرخ بهره داخلی را کاهش می‌دهد و اغلب پایین‌تر از نرخ بهره در کشورهایی که تسهیل کمی را اجرا نمی‌کنند خواهد شد. این شرایط را برای تجارت حمل ایجاد می‌کند، که در آن فعالان بازار می‌توانند با وام گرفتن به ارز کشور در راستای انجام تسهیل کمی و وام دادن در کشوری با نرخ بهره نسبتاً بالا نوعی از آربیتراژ را انجام دهند. از آنجا که آنها به‌طور مؤثری ارزهایی را که برای تسهیل کمی استفاده می‌شود، در بازارهای بین‌المللی می‌فروشند، این می‌تواند باعث افزایش عرضه آن ارز و از این رو کاهش ارزش آن شود. در اکتبر ۲۰۱۰ انتظارات بالایی در بازارها وجود داشت که ایالات متحده، انگلیس و ژاپن به زودی دور دوم تسهیل کمی را آغاز می‌کنند و چشم‌انداز پیوستن منطقه یورو به آنها کمتر قطعی بود.
در اوایل نوامبر ۲۰۱۰، ایالات متحده QE2، دور دوم تسهیل کمی، که انتظار می‌رفت را آغاز کرد. فدرال رزرو ۶۰۰ میلیارد دلار اضافی برای خرید دارایی‌های مالی در دسترس قرار داد. این انتقاد گسترده‌ای از سوی چین، آلمان و برزیل را برانگیخت که ایالات متحده بدون در نظر گرفتن تأثیری که جریان سرمایه ناشی از آن بر روی اقتصادهای نوظهور ممکن است داشته باشد، از QE2 استفاده می‌کند تا ارزش ارز خود را کاهش دهد.
برخی از چهره‌های برجسته از کشورهای منتقد، مانند ژو شیائوچوان، فرماندار بانک خلق چین، گفته‌اند که QE2 با توجه به چالش‌های پیش روی ایالات متحده قابل درک است. وانگ جون، معاون وزیر دارایی چین اظهار داشت QE2 «می‌تواند به احیای اقتصاد جهانی فوق العاده کمک کند». رئیس‌جمهور باراک اوباما از QE2 دفاع کرده‌است. او اظهار داشت که این امر به رشد اقتصادی ایالات متحده کمک می‌کند، که «برای کل جهان خوب خواهد بود». ژاپن همچنین دور دوم تسهیل کمی را هرچند به میزان کمتری از ایالات متحده آغاز کرد. انگلیس و منطقه یورو در سال ۲۰۱۰ QE دیگری را راه اندازی نکردند.

### شرایط بین‌المللی مورد نیاز برای جنگ ارزی
برای وقوع یک جنگ ارزی گسترده، بخش قابل توجهی از اقتصادهای مهم باید بخواهند که ارزش ارزهای خود را به یکباره کاهش دهند. این اتفاق تاکنون فقط در جریان رکود اقتصادی جهانی رخ داده‌است.
کاهش ارزش یک واحد پول باید افزایش ارزش مربوط به حداقل یک ارز دیگر را شامل شود. افزایش مربوط به آن به‌طور کلی در تمام ارزهای کشورهای دیگر پخش خواهد شد و بنابراین، افزایش قیمت خنثی کننده ارز برای هر واحد پول، کوچک یا حتی ناچیز خواهد بود، مگر اینکه کشور در حال کاهش ارزش پول اقتصادی عظیم داشته و کاهش ارزش قابل توجهی ایجاد کند. در مواقع عادی، سایر کشورها غالباً رضایت دارند که اندکی افزایش ارزش پول خود را بپذیرند یا در بدترین حالت نسبت به آن بی‌تفاوت باشند. با این حال، اگر بسیاری از جهان از رکود رنج می‌برند، از رشد کم برخوردار هستند یا استراتژی‌هایی را دنبال می‌کنند که به تراز پرداخت مطلوب تکیه دارد، ملت‌ها می‌توانند برای کاهش ارزش، رقابت با یکدیگر را آغاز کنند. در چنین شرایطی، هنگامی که تعداد کمی از کشورها مداخله کنند، این امر می‌تواند مداخلات مربوط به دیگران را در پی داشته باشد، زیرا تلاش می‌کنند از زوال بیشتر در رقابت صادراتی خود جلوگیری کنند.

## مرور تاریخی

### تا سال ۱۹۳۰
برای هزاره، با بازگشت به دوره کلاسیک، دولت‌ها اغلب ارزش پول خود را با کاهش ارزش ذاتی آن کاهش داده‌اند. روش‌ها شامل کاهش درصد طلا در سکه‌ها، یا جایگزین کردن فلزات کمتر گرانبها به جای طلا است. با این حال، تا قرن ۱۹، نسبت تجارت جهانی که بین ملل اتفاق می‌افتاد بسیار کم بود، بنابراین نرخ مبادلات عموماً مورد نگرانی زیادی نبود.یی ارزش شدن ارز به جای اینکه به عنوان ابزاری برای کمک به صادر کنندگان دیده شود، از میل به افزایش عرضه پول داخلی و ثروت مقامات حاکم از طریق سینیوراژ (حق ضرب) انگیزه می‌گرفت، به ویژه هنگامی که برای تأمین جنگ یا پرداخت بدهی‌ها مورد نیاز بودند. نمونه بارز کاهش ارزش قابل توجه در جنگ‌های ناپلئونی است. هنگامی که ملل مایل به رقابت اقتصادی بودند، معمولاً از مرکانتیلیسم استفاده می‌کردند - این امر هنوز هم دربرگیرنده تلاش برای تقویت صادرات در حالی که واردات را محدود می‌کرد را بود، اما به ندرت از طریق کاهش ارزش انجام می‌شود. یک روش مطلوب محافظت از صنایع خانگی با استفاده از کنترل حساب‌های جاری مانند تعرفه‌ها بود. از اواخر قرن ۱۸ و به ویژه در انگلیس، که برای بیشتر قرن نوزدهم بزرگ‌ترین اقتصاد جهان بود، مرکانتلیسم به‌طور فزاینده‌ای با استفاده از تئوری رقیب تجارت آزاد بی اعتبارتر شد که معتقد بود بهترین راه برای ترغیب سعادت این است که اجازه داده شود تجارت بدون کنترل‌های تحمیلی دولت رخ دهد. ارزش ذاتی پول با استاندارد طلا که از حدود ۱۸۷۰–۱۹۱۴ به‌طور گسترده‌ای اتخاذ شد، رسمیت پیدا کرد، بنابراین در حالی که اقتصاد جهانی داشت به اندازه کافی برای وقوع کاهش ارزش رقابتی یکپارچه می‌شد، فرصت کمی وجود داشت. پس از پایان جنگ جهانی اول، بسیاری از کشورها به غیر از ایالات متحده رکود اقتصادی را تجربه کردند و تعداد معدودی نیز بلافاصله به استاندارد طلا بازگشتند، بنابراین چندین شرط برای جنگ ارزی وجود داشت. با این حال، جنگ ارزی رخ نداد زیرا انگلیس در تلاش بود تا ارزش پول خود را به سطح قبل از جنگ بازگرداند، و به‌طور مؤثر با کشورهایی که مایل به کاهش ارزش در مقابل بازار بودند، همکاری کرد. در اواسط دهه ۱۹۲۰ بسیاری از اعضای سابق استاندارد طلا دوباره به کار خود بازگشتند و گرچه این استاندارد به اندازه قبل از جنگ موفقیت‌آمیز کار نمی‌کرد، اما کاهش ارزش رقابتی گسترده‌ای وجود نداشت.

### جنگ ارزی در رکود بزرگ
در طی رکود بزرگ دهه ۱۹۳۰، اکثر کشورها استاندارد طلا را کنار گذاشتند. با بیکاری گسترده شدید، کاهش ارزش پول با سیاستی که غالباً آن را «همسایه ات را فقیر کن» توصیف می‌کنند، رایج شد، که در آن گفته می‌شود کشورها برای صادرات بیکاری با هم رقابت می‌کنند. با این حال، به دلیل اینکه به زودی اثرات کاهش ارزش ارز با کاهش ارزش مربوطه و در بسیاری از موارد تعرفه‌های تلافی جویانه یا موانع دیگر توسط شرکای تجاری جبران می‌شود، ملل معدودی یک مزیت پایدار به دست می‌آورند.
تاریخ شروع دقیق جنگ ارزی دهه ۱۹۳۰ در معرض بحث است. سه حزب اصلی انگلیس، فرانسه و ایالات متحده بودند. در بیشتر دهه ۱۹۲۰ این سه عموماً دارای علایق منطبقی بودند. ایالات متحده و فرانسه هر دو از تلاش‌های انگلیس برای بالا بردن ارزش استرلینگ در برابر نیروهای بازار حمایت کردند. این همکاری توسط دوستی شخصی شدید میان بانکداران مرکزی ملل، به ویژه بین مونتاگو نورمن انگلیس و بنیامین استرانگ آمریکا تا زمان مرگ زودرس استرانگ در سال ۱۹۲۸ کمک شد. بلافاصله پس از سقوط وال استریت در سال ۱۹۲۹، فرانسه باورش مبنی بر اینکه استرلینگ یک منبع ارزش است، از دست داد و فروش شدید آن در بازارها را آغاز کرد. از نظر انگلیس، فرانسه و ایالات متحده دیگر طبق قوانین استاندارد طلا بازی نمی‌کردند. به جای اینکه اجازه دهند جریان ورودی طلا منابع مالی‌شان را افزایش دهد (که باعث توسعه آن اقتصادها می‌شود اما مازاد تجاری آنها را کاهش می‌داد)، فرانسه و ایالات متحده با احتکار طلا شروع به عقیم سازی این جریان‌ها کردند. این عوامل به بحران استرلینگ سال ۱۹۳۱ کمک کردند. در سپتامبر همان سال، انگلیس به‌طور قابل ملاحظه‌ای ارزش را کاهش داد و پوند را از استاندارد طلا خارج کرد. چند سال پس از این تجارت جهانی با کاهش ارزش رقابتی و تعرفه‌های تلافی جویانه مختل شد. تلقی کلی این است که جنگ ارزی دهه ۱۹۳۰ با توافق پولی سه جانبه ۱۹۳۶ پایان یافت.

### دوران برتون وودز
از پایان جنگ جهانی دوم تا حدود سال ۱۹۷۱، سیستم برتون وودز با نرخ ارزهای نیمه ثابت به این معنی بود که کاهش ارزش رقابتی جز گزینه‌ها نیست، که یکی از اهداف طراحی معماران سیستم‌ها بود. علاوه بر این، رشد جهانی به‌طور کلی در این دوره بسیار بالا بود، بنابراین انگیزه کمی برای جنگ ارزی وجود داشت حتی اگر امکان‌پذیر می‌بود.

### ۱۹۷۳ تا ۲۰۰۰
در حالی که در طی این مدت برخی از شرایط برای ایجاد جنگ ارزی در نقاط مختلفی وجود داشت، کشورها معمولاً دارای اولویت‌های متضاد بودند و در هیچ مقطع به اندازه کافی کشورهایی وجود نداشتند که همزمان برای آغاز یک جنگ ارزی بخواهند ارزش را کاهش دهند. در چندین نوبت، کشورها ناامیدوارانه در تلاش بودند که باعث کاهش ارزش پول نشوند بلکه از این کار جلوگیری کنند؛ بنابراین کشورها نه علیه سایر کشورها بلکه در مقابل نیروهای بازار که فشارهای رو به پایین و نامطلوب بر ارزهایشان اعمال می‌کردند، تلاش می‌کردند. نمونه‌ها شامل انگلستان در طول چهارشنبه سیاه و اقتصادهای مختلف ببر در جریان بحران‌های آسیایی ۱۹۹۷ است.
در اواسط دهه ۱۹۸۰ ایالات متحده تمایل چشمگیری به کاهش ارزش داشت اما توانست همکاری سایر اقتصادهای بزرگ را با توافقنامه پلازا تضمین کند. با نزدیک شدن تأثیرات بازار آزاد به اوج خود در دهه ۱۹۹۰، اقتصادهای پیشرفته و به‌طور فزاینده‌ای در حال گذار و حتی اقتصادهای نوظهور به این دیدگاه گراییدند که بهتر است عملکرد اقتصادهای خود را به بازارها واگذار کرده و حتی برای اصلاح کسری قابل توجه حساب جاری نیز مداخله نکنند. .

### ۲۰۰۰ تا ۲۰۰۸
در طول بحران آسیا در سال ۱۹۹۷، چندین اقتصاد آسیایی با کاهش شدید ذخایر خارجی روبرو شدند که آن‌ها را مجبور به پذیرفتن شرایط سخت صندوق بین‌المللی پول و غالباً پذیرفتن قیمت‌های پایین برای فروش اجباری دارایی‌های خود کرد. اعتقاد به تفکر بازار آزاد در بین اقتصادهای نوظهور متلاشی شد و از حدود ۲۰۰۰ آن‌ها به‌طور کلی شروع به مداخله کردند تا ارزش ارزهای خود را کم نگه دارند. این باعث افزایش توانایی آن‌ها برای دنبال کردن استراتژی‌های رشد صادراتی و در عین حال ایجاد ذخایر خارجی شد تا از این طریق در مقابل بحران‌های بعدی محافظت شوند. هیچ جنگ ارزی حاصل نشد زیرا در کل اقتصادهای پیشرفته این استراتژی را پذیرفتند - در کوتاه مدت برای شهروندان‌شان فوایدی داشت که می‌توانستند واردات ارزان قیمت بخرند و از این رو از استاندارد زندگی بالاتری برخوردار شوند. کسری حساب جاری ایالات متحده رشد قابل ملاحظه‌ای کرد، اما تا حدود سال ۲۰۰۷، نظر اجماع بین اقتصاددانان بازار آزاد و سیاست‌گذاران مانند آلن گرین اسپن، رئیس وقت فدرال رزرو و پل اونیل، دبیر وقت خزانه‌داری آمریکا این بود که این کسری بودجه دلیل اصلی برای نگرانی نبود.
این بیانگر اینکه که هیچ نگرانی همه‌گیری وجود نداشت، نیست. به عنوان مثال، در سال ۲۰۰۵، گروهی از مدیران آمریکا به همراه مقامات اتحادیه تجارت و مقامات دولتی میان رده درمورد آنچه که تصور می‌کردند یک عمل ناعادلانه تجارت توسط چین بوده صحبت می‌کردند. بخشی از این نگرانی‌ها به زودی برطرف شد. با پیشرفت اقتصاد جهانی، چین در سال ۲۰۰۵ توانست دست از ثابت نگه داشتن نرخ ارز نسبت به دلار (گیره دلار) بکشد که این امکان را فراهم کرد که تا سال ۲۰۰۷ یوان را به‌طور قابل توجهی تقویت کند، در حالی که همچنان صادرات خود را افزایش دهد. با شروع بحرانهای مالی و کاهش سفارشات صادراتی چین، گیره دلار دوباره برقرار شد.
اقتصاددانانی مانند مایکل پی دالی، پیتر م. گاربر و دیوید فولکرتز-لاندو روابط اقتصادی جدید بین اقتصادهای نوظهور و ایالات متحده را برتون وودز دوم توصیف کردند.

### کاهش ارزش رقابتی پس از سال ۲۰۰۹

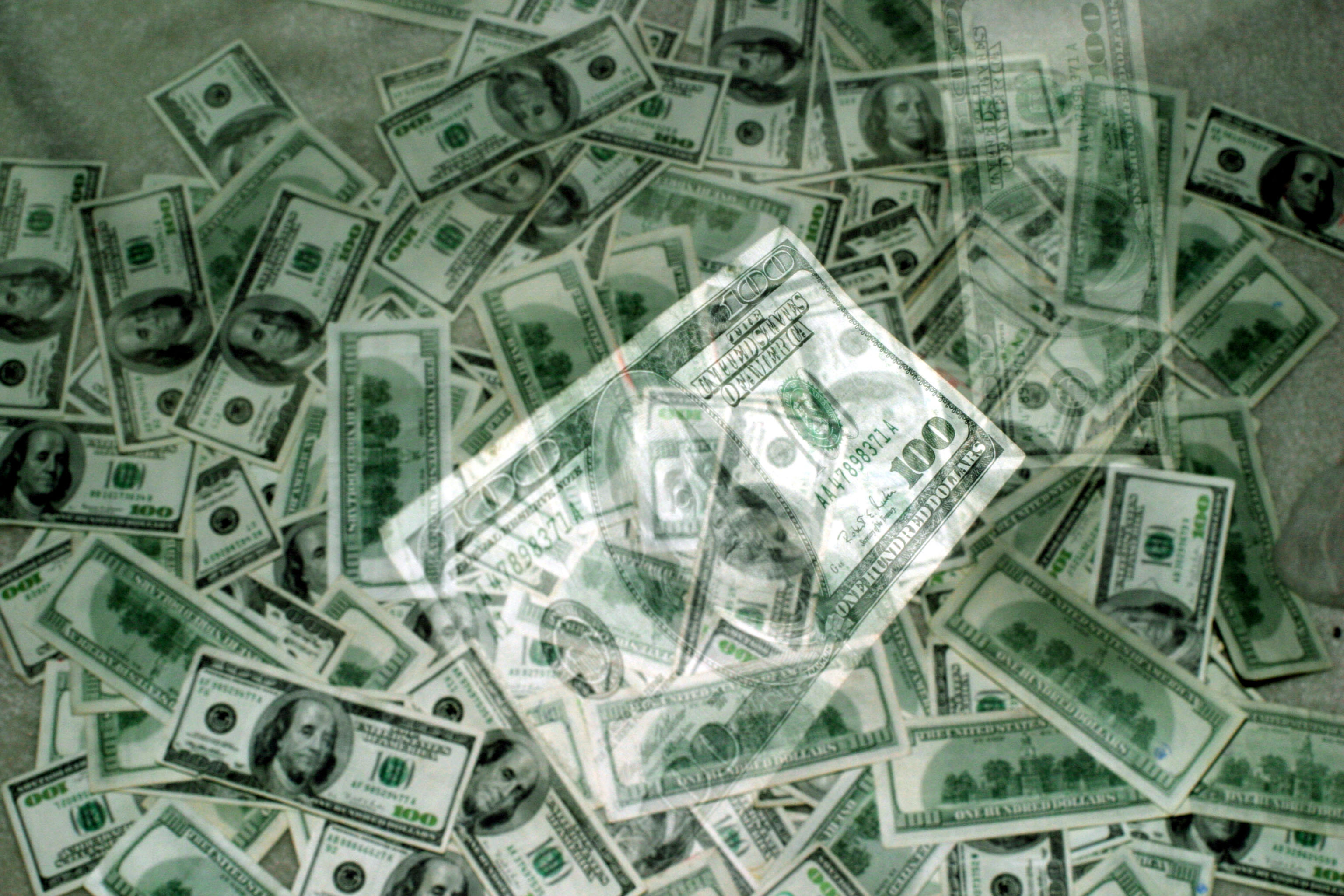
دلار آمریکا به عنوان ارز ذخیرهپیشرو در سطح جهان، در وقوع جنگ ارزی در سالهای ۲۰۱۰ تا ۲۰۱۱ در کانون اصلی قرار داشت.

در سال ۲۰۰۹ برخی از شرایط مورد نیاز برای جنگ ارزی برگشته بود، با رکود شدید اقتصادی که شاهد افت حدود ۱۲ درصدی تجارت جهانی در آن سال بودیم. نگرانی گسترده‌ای در بین اقتصادهای پیشرفته دربارهٔ میزان کسری‌شان وجود داشت. آن‌ها به‌طور فزاینده در قرار دادن رشد صادرات به عنوان استراتژی ایده‌آل خود به اقتصادهای نوظهور پیوستند. در مارس ۲۰۰۹، حتی قبل از آنکه همکاری‌های بین‌المللی با نشست گروه ۲۰ لندن در سال ۲۰۰۹ به اوج خود برسد، تد ترومن اقتصاددان یکی از اولین کسانی شد که دربارهٔ خطرات کاهش ارزش رقابتی هشدار داد. او همچنین عبارت ارزشمند نکردن رقابتی را ایجاد کرد.
در ۲۷ سپتامبر ۲۰۱۰، گیدو مانتگا، وزیر دارایی برزیل اعلام کرد که جهان «در میان جنگ ارزی بین المللی است». شمار زیادی از روزنامه نگاران مالی با دیدگاه مانتگا موافق بودند، مانند "آلن بتی" فایننشال تایمز و "آمبروز ایوانز-پرچارد " تلگراف. روزنامه نگاران اعلامیه مانتگا را به مداخلات اخیر کشورهای مختلفی که به دنبال کاهش نرخ ارزشان بودند از جمله چین، ژاپن، کلمبیا، اسرائیل و سوئیس، مرتبط کردند.
سایر تحلیلگران مانند جیم اونیل گلدمن ساکس، ادعا کردند که ترس از جنگ ارزی مبالغه آمیز بوده‌است. در ماه سپتامبر، سیاست‌گذاران ارشد مانند دومینیک اشتراوس-کان، به مدیر عامل وقت صندوق بین‌المللی پول و تیم گیتنر، وزیر خزانه‌داری ایالات متحده، گفته شد که احتمال وقوع جنگ واقعی ارز پایین است. اما در اوایل ماه اکتبر، اشتراوس کان هشدار داد که خطر جنگ ارزی واقعی است. او همچنین پیشنهاد داد صندوق بین‌المللی پول می‌تواند با کمک به حل عدم تعادل تجارت که می‌توانست بهانه جنگ زمینه‌ای برای درگیری‌ها بر سر ارزش گذاری ارز باشد، این خطر را رفع کند. آقای اشتراوس کان گفت که استفاده از ارز به عنوان سلاح «راه حل نیست و حتی می‌تواند به یک وضعیت بسیار بد منجر شود. هیچ راه حل داخلی برای یک مشکل جهانی وجود ندارد.»
توجه زیادی به ایالات متحده به دلیل برنامه‌های تسهیل کمی‌اش و چین معطوف شده بود. در بخش عمده سال‌های ۲۰۰۹ و ۲۰۱۰، چین تحت فشار ایالات متحده قرار گرفت تا بگذارد یوان رشد کند. بین ژوئن و اکتبر ۲۰۱۰، چین اجازه یک رشد ۲ درصدی را داد، اما نگرانی‌های ناظران غربی مبنی بر اینکه چین فقط تحت فشار سنگین مداخله خود را کاهش داده، وجود داشت. گیره ثابت تا قبل از نشست ژوئن گروه ۲۰ رها نشده بود که پس از آن یوان حدود ۱ درصد رشد کرد تا فقط دوباره به آرامی ارزشش کاهش یابد و تا پیش از فشار بیشتر ایالات متحده در سپتامبر که دوباره نسبتاً زیادتر تا درست قبل از جلسات کنگره ایالات متحده در سپتامبر برای بحث در مورد اقدامات لازم برای ارزیابی مجدد رشد کرد.
رویترز اظهار داشت که چین و ایالات متحده هر دو در حال پیروزی در جنگ ارزی بودند و ضمن پایین نگه داشتن ارزهای خود، ارزش یورو، ین و ارزهای بسیاری از اقتصادهای نوظهور را بالا بردند.
مارتین ولف، نویسنده پیشرو اقتصاد با " فایننشال تایمز"، پیشنهاد داد که ممکن است در اقتصادهای غربی مزایایی در رویکرد تقابل جویانه مقابل چین وجود داشته باشد، که در سال‌های اخیر تاکنون بزرگ‌ترین انجام دهنده کاهش ارزش رقابتی بوده‌است. اگرچه وی توصیه کرد که به جای استفاده از اقدامات تدافعی که ممکن است باعث ایجاد جنگ تجاری شود، تاکتیک بهتر استفاده از کنترل سرمایه هدفمند علیه چین برای جلوگیری از خرید دارایی‌های خارجی به منظور کاهش ارزش بیشتر یوان است، همانگونه که قبلاً توسط دانیل گروس، مسئول مرکز مطالعات سیاست‌های اروپا، پیشنهاد شده بود.
یک دیدگاه متضاد در ۱۹ اکتبر منتشر شد، با مقاله‌ای از اقتصاددان چینی آیپینگ هوانگ که ادعا می‌کند ایالات متحده در آخرین «جنگ ارزی» با ژاپن پیروز نشده‌است، و حتی شانس کمتری نیز در برابر چین دارد. بلکه باید به جایش در اجلاس سران گروه۲۰ سئول در نوامبر ۲۰۱۰ روی «اصلاحات ساختاری» وسیع تری متمرکز شود.
بحث و گفتگو دربارهٔ جنگ ارزی و عدم تعادل در اجلاس سران گروه ۲۰ سئول سال ۲۰۱۰ حاکم بود، اما پیشرفت کمی در حل این مسئله حاصل شد.
در نیمه اول سال ۲۰۱۱، تحلیلگران و مطبوعات مالی به‌طور گسترده‌ای گزارش دادند که جنگ ارزی پایان یافته یا لااقل وارد یک سکون شده، اگرچه گیدو مانتگا در صحبت‌هایش در ژوئیه ۲۰۱۱ به فایننشال تایمز گفت که درگیری همچنان ادامه داشته‌است.
از آنجا که اعتماد سرمایه گذاران به چشم‌انداز اقتصادی جهانی در اوایل ماه اوت سقوط کرد، بلومبرگ اظهار داشت جنگ ارز وارد مرحله جدیدی شده‌است. این به دنبال صحبت جدیدی دربارهٔ دور سوم احتمالی تسهیل کمی توسط ایالات متحده و مداخلات در سه روز اول ماه اوت توسط سوئیس و ژاپن برای پایین آمدن ارزش ارزهایشان بود.
در ماه سپتامبر، در بخشی از سخنان آغازین خود برای ۶۶مین گفتگوهای سازمان ملل متحد، و همچنین در مقاله‌ای برای روزنامه فایننشال تایمز، دیلما روسف رئیس جمهور برزیل خواستار پایان جنگ ارز با افزایش استفاده از ارزهای شناور و همکاری و همبستگی بیشتر در میان اقتصادهای بزرگ با سیاست‌های نرخ ارز که برای نفع همه تعیین شده‌است، شد، به جای اینکه ملل منفرد تلاش کنند برای خود مزیت کسب کنند.
در مارس ۲۰۱۲، روسف اظهار داشت که برزیل هنوز هم فشار نامطلوب رو به بالایی بر روی ارز خود تجربه می‌کند، با اینکه وزیر دارایی برزیل گیدو مانتگا اظهار داشت که کشورش دیگر «بازی نخواهد خورد» و به دیگران اجازه نمی‌دهد تا با کاهش ارزش رقابتی راحت از صحنه به در بروند و اقدامات جدیدی را با هدف محدود کردن رشد رئال اعلام کرد. با این وجود تا ژوئن، رئال به‌طور قابل توجهی از اوج خود در برابر دلار سقوط کرده بود، و مانتگا قادر بود از شدت اقدامات ضد رشد خود بکاهد.

### جنگ ارزی در سال ۲۰۱۳
در اواسط ژانویه ۲۰۱۳، بانک مرکزی ژاپن نشانه‌هایی از قصدش برای راه اندازی یک برنامه خرید اوراق بهادار با پایان نامشخص را داد که احتمالاً باعث کاهش ارزش ین می‌شد. این امر منجر به دوره آماده باش کوتاه مدت اما متشنج در مورد خطر احتمالی دور جدید جنگ ارزی شد.
شمار زیادی از بانکداران ارشد مرکزی و وزرای دارایی هشدارهای عمومی صادر کردند که اولین آنها الکسی اولیوکایف، معاون اول رئیس بانک مرکزی روسیه بود. بعداً بسیاری دیگر از جمله پارک جه-وان، وزیر دارایی کره جنوبی و جنس ویدمن، رئیس‌جمهور بوندسبانک به او پیوستند. ویدمن این نظر را داشت که مداخلات در طی ۲۰۰۹ تا ۲۰۱۱ به اندازه کافی شدید نبودند که بتوانند به عنوان کاهش رقابتی در نظر گرفته شوند، اما اینکه عینی ارز اکنون یک واقعیت است. آکیرا آماری، وزیر اقتصاد ژاپن گفته بود که برنامه خرید اوراق قرضه بانک ژاپن برای مقابله با کاهش نرخ تورم است و نه تضعیف ین.
در اوایل فوریه، رئیس‌جمهور بانک مرکزی اروپا، ماریو دراگی، موافقت کرد که سیاست پولی انبساطی مانند تسهیل کمی انجام نشده‌است که عمداً باعث کاهش ارزش پول شود. با این حال اظهارات دراگی تأکید کرد که اگر یورو همچنان به رشد ارزش خود ادامه دهد، ممکن است بانک مرکزی اروپا اقدام کند، و این باعث می‌شود ارزش پول اروپا به میزان قابل توجهی سقوط کند. در بیانیه اواسط ماه فوریه G7، تعهد اقتصادهای پیشرفته برای جلوگیری از جنگ ارزی تأیید شد. در ابتدا توسط بازارها به عنوان تأیید اقدامات ژاپن خوانده می‌شد، اگرچه در توضیحات بعدی پیشنهاد شد که آمریکا می‌خواهد ژاپن لحن خود را در بعضی موارد به خصوص با عدم پیوند دادن سیاست‌هایی مانند QE به تمایل ابرازشده به کاهش دادن ارزش ین، آرام‌تر کند. اکثر مفسران ادعا کرده‌اند که اگر دور جدیدی از کاهش ارزش رقابتی رخ دهد، برای اقتصاد جهانی مضر خواهد بود. با این حال برخی از تحلیلگران اظهار داشته‌اند که اقدامات برنامه‌ریزی شده ژاپن می‌تواند در دراز مدت به نفع سایر کشورها باشد. درست مانند آنچه که برای حادثه ۲۰۱۰–۱۱ انجام داد، اقتصاددان باری ایچن‌گرین گفته‌است که حتی اگر بسیاری از کشورهای دیگر مداخله در برابر ارزهای خود را آغاز کنند، می‌تواند رشد را در سراسر جهان تقویت کند، زیرا این اثرات شبیه به گسترش پولی نیمه‌هماهنگ جهانی است. تحلیلگران دیگر نسبت به خطر وقوع جنگ شک و تردید نشان داده‌اند، مثل مارک چندلر، استراتژیست ارشد ارز در برادران هاریمان، که بیان کرد: «یک جنگ واقعی ارز یک امکان بعید باقی خواهد ماند.»
در ۱۵ فوریه، بیانیه صادر شده از نشست G20 وزرای دارایی و سران بانک مرکزی در مسکو تأیید کرد که ژاپن به دلیل سیاست‌های پولی برنامه‌ریزی شده خود با انتقاد بین‌المللی در سطح بالایی روبرو نخواهد شد. کریستین لاگارد، مدیر عامل صندوق بین‌المللی پول در اظهاراتی که توسط رئیس فدرال ایالات متحده بن برنانکی تأیید شد، اظهار داشت که نگرانی‌های اخیر دربارهٔ جنگ احتمالی ارزی بیش از حد شدید بوده‌است. پاول کروگمن هم عقیده ایچن‌گرین را مبنی بر اینکه سیاست پولی غیر متعارف بانک مرکزی به عنوان یک نگرانی مشترک برای تقویت رشد و نه به عنوان جنگ ارزی دیده می‌شود، دوباره بیان کرد.
استراتژیست گلدمن ساکس، کاماکشیا تری‌ودی اظهار داشته‌است که بورس اوراق بهادار رو به رشد حاکی از آن است که فعالان بازار به‌طور کلی موافق هستند که اقدامات بانک مرکزی به بهترین شکل به عنوان تسهیل پولی و نه به عنوان کاهش ارزش رقابتی دیده می‌شوند. با این وجود تحلیلگران دیگر ادعا کرده‌اند که تنش‌های مداوم بر ارزش گذاری ارز همچنان ادامه دارد و جنگ ارز و حتی جنگ تجاری همچنان یک خطر مهم است. مقامات بانک مرکزی از نیوزیلند و سوئیس تا چین اظهارات تازه ای دربارهٔ مداخلات احتمالی بیشتر علیه ارزهایشان ارائه دادند.
تجزیه و تحلیل‌هایی توسط استراتژیست‌های ارزی در RBS منتشر شده‌است که کشورها را براساس پتانسیلشان برای انجام مداخله، سنجش قصد نسبی آن‌ها برای تضعیف ارزشان و ظرفیت آن‌ها برای انجام این کار، ارزیابی کرده‌اند. رتبه‌بندی‌ها مبتنی بر باز بودن اقتصاد یک کشور، رشد صادرات و ارزیابی نرخ ارز مؤثر واقعی (REER) است، و همچنین دامنه‌ای که یک کشور برای تضعیف ارز خود بدون آسیب رساندن به اقتصادش دارد. تا تاریخ ژانویه ۲۰۱۳، اندونزی، تایلند، مالزی، شیلی و سوئد بیشترین تمایل و توانایی مداخله را دارند، در حالی که انگلیس و نیوزلند از کمترین موارد هستند.
از مارس ۲۰۱۳، نگرانی‌ها دربارهٔ جنگ بعدی ارز کاهش یافته‌است، اگرچه در ماه نوامبر چندین روزنامه‌نگار و تحلیلگر هشدار یک وقوع احتمالی تازه را دادند. به نظر می‌رسید منبع اصلی تنش بار دیگر تغییر کند، این بار نه آمریکا در مقابل چین یا منطقه یورو در مقابل ژاپن بلکه ایالات متحده در مقابل آلمان باشد. در اواخر ماه اکتبر، مقامات خزانه داری ایالات متحده از آلمان انتقاد کرده بودند که مازاد زیادی در حساب جاری دارد و بدین ترتیب مثل وزنه ای حرکت اقتصاد جهانی را کند کرده‌است.

### جنگ ارزی در سال ۲۰۱۵
یک برنامه تسهیل کمی ماهانه ۶۰ میلیارد یورویی در ماه در ژانویه سال ۲۰۱۵ توسط بانک مرکزی اروپا آغاز شد. در حالی که پایین آمدن ارزش یورو جزء اهداف رسمی برنامه نبود، گمانه زنی‌های زیادی مبنی بر اینکه QE جدید نشان دهنده بالا گرفتن جنگ ارزی است، به خصوص از طرف تحلیلگرانی که در بازارهای FX کار می‌کردند، وجود داشت. به عنوان مثال، دیوید وو، مدیر عامل بانک آمریکایی مریل لینچ، اظهار داشت که «افزایش اجماع» در بین فعالان بازار وجود دارد که کشورها واقعاً دارند درگیر جنگ ارزی می‌شوند. اما یک سرمقاله فایننشال تایمز ادعا کرد که بحث‌های لفظی دربارهٔ جنگ ارزی دوباره گمراه شده‌اند.
در آگوست سال ۲۰۱۵، چین یوان را اندکی کمتر از ۳ درصد کاهش داد، بخشی از آن به دلیل تضعیف ارقام صادراتی بود− به میزان ۸٫۳ ٪ در ماه قبل. افت صادرات به دلیل از بین رفتن رقابت در برابر سایر کشورهای مهم صادراتی از جمله ژاپن و آلمان است، جایی که ارز طی عملیات تسهیل کمی قبلی کاهش ارزش شدیدی داشته‌است. این اتفاق دوره جدید کاهش ارزش پول را در بین ارزهای آسیایی از جمله دونگ ویتنام و تنج قزاقستان ایجاد کرد.

## مقایسه جنگ‌های ارزی ۱۹۳۲ و قرن ۲۱

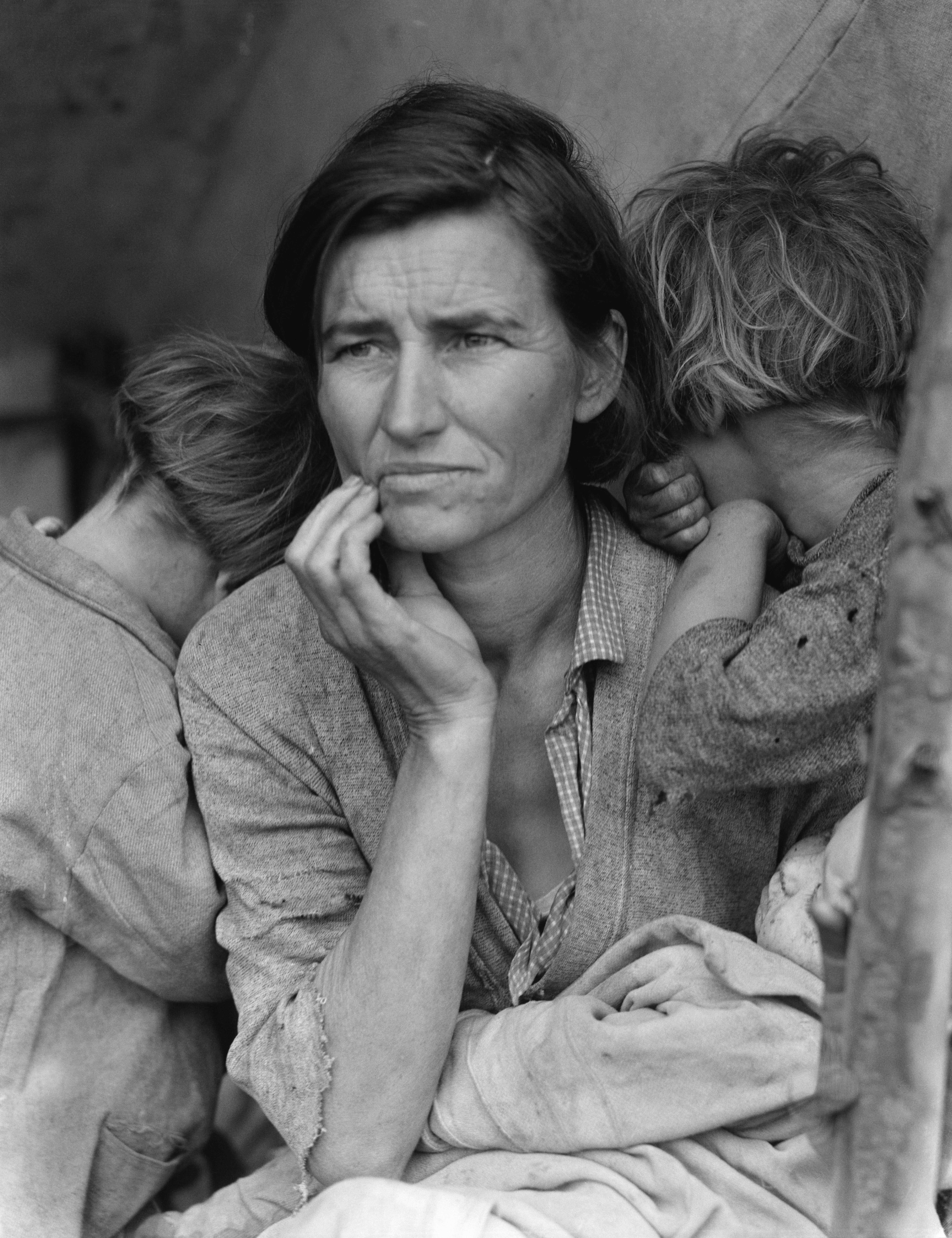
مادر مهاجر اثر دوروتا لانژ (۱۹۳۶). این پرتره از یک کارگر ۳۲ ساله در مزرعه با هفت فرزند به یک عکس نمادین تبدیل شد که نماد مخالفت در برابر مصیبت است. جنگ ارزی در مشکلات اقتصادی رکود اقتصادی بزرگ دهه ۱۹۳۰ دخیل بود.

هم در دهه ۱۹۳۰ و هم شیوع کاهش ارزش رقابتی که در سال ۲۰۰۹ آغاز شد، در جریان رکودهای اقتصادی جهانی رخ داد. یک تفاوت مهم با دهه ۲۰۱۰ این است که معامله‌گران بین‌المللی به دلیل داشتن بازارهای پیشرفته‌تر، قادر به محافظت خود برای در معرض نوسانات نرخ ارز قرار گرفتن هستند. تفاوت دوم این است که کاهش ارزش دوره اخیر همواره به دلیل اقدامات ملت‌هایی که برای خرید ارز خارجی پول ایجاد می‌کنند، در صورت مداخلات مستقیم یا ایجاد پول برای تزریق به اقتصادهای داخلی، با تسهیل کمی، صورت می‌گیرد. اگر همه کشورها سعی کنند به یکباره ارزش را کاهش دهند، اثر خالص بر نرخ ارز می‌تواند از بین برود و آن‌ها را تا حد زیادی بدون تغییر بگذارد، اما اثرات انبساطی مداخلات همچنان باقی خواهد ماند. هیچ قصد همکارانه‌ای وجود نداشته‌است، اما برخی از اقتصاددانان مانند بری ایچن‌گرین از برکلی و دامینیک ویلسون از گلدمن ساکس اظهار داشته‌اند که اثر خالص مشابه توسعه پولی نیمه هماهنگ است که به اقتصاد جهانی کمک خواهد کرد. اما با این حال جیمز ژان از کنفرانس تجارت و توسعه سازمان ملل متحد(UNCTAD)، در اکتبر ۲۰۱۰ هشدار داد که نوسانات نرخ ارز در حال حاضر باعث شده‌است که شرکت‌ها سرمایه‌گذاری‌های بین‌المللی خود را کاهش دهند.
آمبروز اوانز -پرچارد از روزنامه دیلی تلگراف با مقایسه اوضاع در سال ۲۰۱۰ با جنگ ارزی دهه ۱۹۳۰، اظهار داشت که یک جنگ ارزی جدید برای کشورهایی که از کسری‌های تجاری رنج می‌برند، می‌تواند سودمند باشد. وی خاطرنشان کرد: در دهه ۱۹۳۰، کشورهایی با مازاد بزرگ بودند که از زمان شروع کاهش ارزش رقابتی به شدت تحت تأثیر قرار گرفتند. وی همچنین اظهار داشت که ممکن است تاکتیک‌های بیش از حد تقابل‌گرایانه با آسیب رساندن به وضعیت دلار به عنوان یک ارز ذخیره جهانی، به خود ایالات متحده برگردد و آسیب بزند.
بن برننکی، رئیس فدرال رزرو آمریکا نیز با اشاره به عقیم‌سازی جریان ورودی طلای فرانسه توسط فرانسه و آمریکا، مقایسه‌ای را با کاهش رقابتی در دوره میان جنگ، انجام داد که به آن‌ها کمک کرد تا مازاد تجاری بزرگی را حفظ کنند، اما همچنین باعث فشار افت قیمت بر شرکای تجاری آن‌ها شد. برنانک اظهار داشت که نمونه دهه ۱۹۳۰ دلالت بر این دارد که "دنبال کردن رشد صادراتی در صورت عدم توجه به پیامدهای آن استراتژی برای رشد و ثبات جهانی، منجر به موفقیت نمی‌شود. "
در فوریه ۲۰۱۳، گاوین دیویس برای روزنامه فایننشال تایمز تأکید کرد که تفاوت اساسی بین بروز جنگ ۱۹۳۰ و قرن ۲۱ در این است که در اولی برخی از تلافی‌های بین کشورها نه با کاهش ارزش، بلکه با افزایش تعرفه واردات انجام می‌شد، که برای تجارت جهانی بسیار مخرب‌تر است.

## استفاده‌های دیگر
اصطلاح «جنگ ارزی» گاهی با معانی به کار می‌رود که مربوط به کاهش ارزش رقابتی نیست.
در کتاب سال ۲۰۰۷ "جنگ‌های ارزی" توسط اقتصاددان چینی "سونگ هونگبینگ"، این اصطلاح گاه به معنای خلاف واقع به کار می‌رود، برای اشاره به رویه‌ای ادعایی که در آن بانکداران بی‌اخلاق به کشورهای بازار نوظهور وام می‌دهند و سپس ارز دولت نوخواسته را با به زور پایین بردن ارزش آن بر خلاف خواسته دولت احتکار می‌کنند.
در کتاب دیگری با همین نام، جان کولی از این اصطلاح برای اشاره به تلاش مقامات پولی یک دولت برای محافظت از ارز آن در مقابل جعل‌کنندگان استفاده می‌کند، خواه آن‌ها جنایتکار ساده باشند یا مأمورین دولت‌های خارجی که در تلاش برای کاهش ارزش پول و ایجاد تورم بیش از حد بر خلاف خواسته دولت داخلی هستند.
جیم ریکاردز در کتاب خود در سال ۲۰۱۱ با عنوان "جنگ‌های ارزی: ایجاد بحران جهانی بعدی" اظهار داشت که عواقب تلاش‌های فدرال رزرو برای پیشبرد رشد اقتصادی می‌تواند برای امنیت ملی آمریکا ویرانگر باشد. اگرچه کتاب ریکاردز عمدتاً به جنگ ارزی به عنوان کاهش ارزش رقابتی پرداخته‌است، اما از تعریف گسترده‌تری از این اصطلاح نیز به عنوان جنگ ارزی استفاده می‌کند. او از سیاست‌هایی که باعث تورم می‌شوند با عنوان جنگ ارزی یاد می‌کند. چنین سیاست‌هایی را می‌توان جنگ استعاره‌ای علیه کسانی دانست که دارایی‌های پولی دارند، به نفع کسانی که ندارند، اما به غیر از زمانی که اثرات افزایش تورم در تجارت بین‌المللی با کاهش ارزش جبران شود، سیاست‌های تورمی تمایل دارند از قدرت رقابت صادرات یک کشور نسبت به کشورهای خارجی بکاهند. مجله پابلیشرز ویکلی در بررسی این کتاب اظهار داشتند: «کتاب اول ریکاردز نتیجه‌ای از مشارکت‌های وی و یک شبیه‌سازی بازی جنگ دو روزه است که در آزمایشگاه تحلیل جنگ آزمایشگاه فیزیک کاربردی برگزار شد. او استدلال می‌کند که یک حمله مالی علیه آمریکا می‌تواند اعتماد به دلار را از بین ببرد. از نظر ریکاردز، سیاست تسهیل کمی فدرال رزرو با کاهش اعتماد به دلار، ممکن است به آشوب در بازارهای مالی جهانی منجر شود.» کرکوس ریویوز گفت: "از نظر ریکاردز، جهان در حال گذر از جنگ ارزی سوم (" CWIII ") بر اساس کاهش ارزش‌های رقابتی است. جنگ ارزی دوم در دهه ۱۹۶۰ و ۷۰ اتفاق افتاد و با تصمیم نیکسون مبنی بر کنار گذاشتن دلار از استاندارد طلا به اوج رسید. جنگ ارزی اول به دنبال جنگ جهانی اول آمد و شامل ابرتورم آلمان در ۱۹۲۳ و کاهش ارزش روزولت در برابر طلا در سال ۱۹۳۳ بود. ریکاردز نشان می‌دهد که کاهش ارزش رقابتی یک مسابقه به پایین است و بنابراین نوعی ابزار جنگی است. او می‌نویسد که جنگ ارزی سوم با سیاست تسهیل کمی فدرال رزرو مشخص می‌شود، که او آن را به عنوان آنچه که "کار گسترده نظری" در مورد استهلاک، نرخ بهره منفی و تحریک به هزینه کشورهای دیگر می‌خواند، توصیف می‌کند. وی دیدگاهی را در مورد چگونگی ادامه استهلاک و کاهش ارزش دلار که در نهایت به سقوط منجر می‌شود را ارائه می‌دهد که به گفته وی با کنار گذاشتن گسترده یک ابزار پر تورم بی‌ارزش به وجود می‌آید. ریکاردز همچنین سناریوهای احتمالی برای آینده از جمله همکاری میان انواع ارزها، ظهور یک بانک مرکزی جهانی و بازگشت قدرتمند آمریکا به یک استاندارد طلا را از طریق یک رژیم اضطراری قانونی مبتنی بر قدرت را ارائه می‌دهد. نویسنده تأکید دارد که این سوالات از جنس سیاست و تصمیم‌گیری هستند که می‌توانند متفاوت باشند."
از نظر تاریخی، این اصطلاح برای اشاره به رقابت بین ژاپن و چین مورد استفاده قرار گرفته‌است که هر یک می‌خواستند ارز خودشان به عنوان پول رایج در بخش‌هایی از آسیا در سال‌های منتهی به جنگ دوم چین و ژاپن مورد استفاده قرار گیرد.